# Schweigmatt

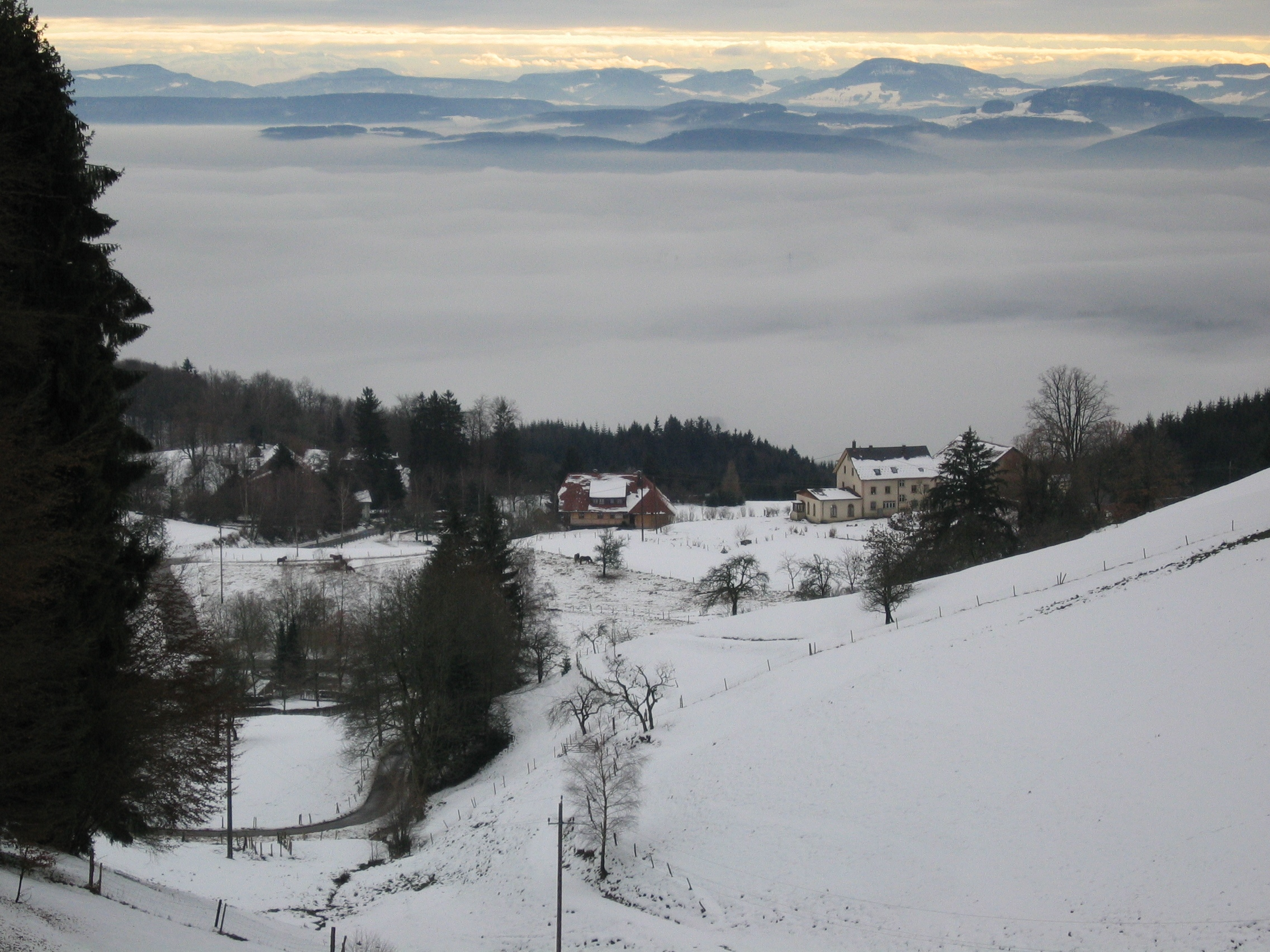
Blick auf das Haus Lueginsland und den Schweizer Jura

Schweigmatt ist ein 780 Meter hoch gelegener Weiler im südlichen Schwarzwald. Er gehört als Ortsteil von Raitbach zur Stadt Schopfheim im Landkreis Lörrach in Baden-Württemberg.

## Geographie
Der Weiler Schweigmatt liegt am Südhang der etwa 993 m (ü. NN.) Hohen Möhr, nordöstlich des Kernbereichs von Schopfheim, und umfasst neben dem eigentlichen Weiler auch die Höfe Blumberg. Um 1400 gehörte auch die Wüstung Eichbrunnenhof zur Schweigmatt.

## Geschichte
Der bereits 1113 in einer Schenkung Walchos von Waldeck urkundlich erwähnte Weiler Schweigmatt war ungefähr 100 Jahre lang ein vielbesuchter und angesehener Kurort, in dem z. B. Konrad Adenauer zu Gast war. Besonders aus der nahen Schweizer Großstadt Basel kamen vor dem Beginn des Massentourismus viele Menschen auf die Schweigmatt, um dort das Wochenende zu verbringen oder sich länger zu erholen. Jedes zweite Haus war daher Gasthof, am wichtigsten aber war das große Kurhaus der Landesversicherungsanstalt, das 1970 abgerissen wurde – heute ist dort eine Freifläche.
Das Besondere an der Schweigmatt ist der Blick über das Rheintal, den Jura bis zu den Alpen bei gleichzeitiger guter Erreichbarkeit aus dem Tal – die nächste Bahnstation Hausen-Raitbach mit Direktverbindung nach Lörrach und Basel ist nur vier Autominuten entfernt. 
Leicht erreichbar ist der Gipfel des Berges Hohe Möhr, an dessen Hang der Ort liegt. Der dortige Aussichtsturm bietet eine gute Aussicht auf den Schwarzwald und die Kette der Alpen.
Noch heute existiert in Schweigmatt ein Freibad aus dieser Kurzeit, in dieser Höhe sehr selten in Deutschland.
Verschiedene Gasthöfe dienten vor, während und nach dem Zweiten Weltkrieg als Kindererholungsheime, so der ehemalige Gasthof Waldhaus (früher Heim für Mädchen) und das Lueginsland, das auch eine Weile Schullandheim der Stadt Rheinfelden war. Im Lueginsland hatte auch die heutige Waldorfschule Schopfheim ihren Ausgangspunkt. Heute betreibt die anthroposophische Michael-Gemeinschaft e.V. in neuen Gebäuden eine Jugendhilfeeinrichtung. 
Die US-amerikanische Schauspielerin Q’orianka Kilcher wurde 1990 in Schweigmatt geboren.